# تربه بر
تربه بر روستایی از توابع بخش مرکزی شهرستان بندر انزلی در استان گیلان ایران است که از شمال به تالاب انزلی، از جنوب به رودخانه بهمبر و جادهٔ آبکنار به ضیابر، از خاور به آبکنار و از باختر به روستای اشپلا محدود است.

## نام روستا
«تروب» به زبان گیلکی به نوعی (لی = لیغ) می‌گویند از نوع پست و داخل آن پر و از نظر استقامت از لی حصیربافی بسیار ضعیف است و معمولاً روی سر خانه ها می ریختند و از ظاهر کلمه اینطور بر می‌آید «تربه بر» به معنی «بردن لی» است. 
عده‌ای عقیده دارند «تربه» همان «توبره» است که کیسه‌ای کوچک محتوی کاه - یونجه - جو بوده که با بندی به پشت سر اسب می انداختند و دهان حیوان داخل توبره رفته از داخل آن می خورد. گویا «توبره» اسبی را از محل دزدیدند و بردند و این اسم را بر محل نهادند. یعنی محلی که توبره را برده‌اند.
آقای غلامحسین خلیلی از معتمدان محل به نقل از پیرمردان و پیشینیان می گوید:
در زمان قدیم آقا سید شرفشاه در همین محل ساکن شد. بخاطر مقدم مبارکش نام محل را «تربت بر» گذاشتند که بعدها تربه بر شده‌است.
اگر این موضوع را به زمان آقا سید شرفشاه قبول کنیم می بایستی قدمت محل را حدود ۶۵۰ سال به تصور آوریم و چنانچه این مدت درست باشد خودبخود قدمت آبکنار را که تربه بر از حومه آن و در کنارش می‌باشد با توجه به اینکه در منطقه از گذشته آبکناریها بودند، به حدود ۶۵۰ سال میرساند؛ که به نظر قابل قبول نمی‌باشد مگر سند و مدرکی به دست آید و ما را روشن کند.

## وضعیت جغرافیایی
این روستا در منطقه جلگه‌ای و در کنار جاده کپورچال - آبکنار و در طول جغرافیایی ۴۹ درجه و ۱۹ دقیقه و عرض جغرافیائی ۳۷ درجه و ۲۷ دقیقه واقع شده‌است. 
تا کپورچال ۱۸ کیلومتر و تا انزلی ۳۸ کیلومتر از راه زمینی فاصله دارد. 
از شمال به تالاب انزلی، از جنوب به رودخانه بهمبر و جادهٔ آبکنار به ضیابر، از خاور به آبکنار و از باختر به روستای اشپلا محدود است.

## جمعیت
براساس سرشماری مرکز آمار ایران در سال ۱۳۸۵، جمعیت آن ۳۲۹ نفر (۱۱۰خانوار) بوده‌است.

## اقوام اولیه
خانواده‌های اولیه تربه‌بر را هشت طایفه تشکیل می دهند که عبارتند از:
۱- از کربلائی صفر و پسرش کربلائی قربانعلی: خانواده های مرتضائی (معروف به قربانعلی طایفه).
۲- از کربلائی غلامعلی و پسرش کربلائی مصطفی: خانواده‌های منصف - رجبی - دلاور (معروف به کربلائی مصطفی طایفه) که کربلائی غلامعلی و کربلائی صفر با هم پسرعمو بوده‌اند.
۳- از داردار و پسرش باقر: خانواده‌های باقری (معروف به باقر طایفه).
۴- از کربلائی اسماعیل: خانواده‌های سلطانبخش و صیاد (معروف به کربلائی اسماعیل طایفه).
۵- از بابا: خانواده‌های خلیلی (معروف به بابا طایفه) که بابا از لنکران وارد تربه بر گردیده است.
۶- خانواده گلی که بازماندگانشان در تهران و بندرانزلی زندگی می‌کنند.
۷- از مشهدی علی که بازماندگانشان در تهران زندگی مینمایند و از تربه بر خارج گردیده‌اند.
- ۸- از نوروز جهانی( خانواده جهانی) دارای دو پسر به نام‌های غفار و جبار که بازماندگانش در تهران کرج و رشت زندگی می‌کنند.

۹-خانواده وطن دوست که بازماندگانشان در بندرانزلی زندگی می‌کنند.تربه بر